# Lucius Licinius Patroclus
Lucius Licinius Patroclus war ein römischer Kunsthandwerker des 1./2. Jahrhunderts. Er war faber ocularius, Hersteller von Augen für Statuen.
Bekannt ist er einzig durch seine Grabinschrift, die in Rom gefunden wurde.
Ein weiterer durch seine Grabinschrift bekannter oculariarius ist Marcus Rapilius Serapio.